# Pampa (tractormerk)

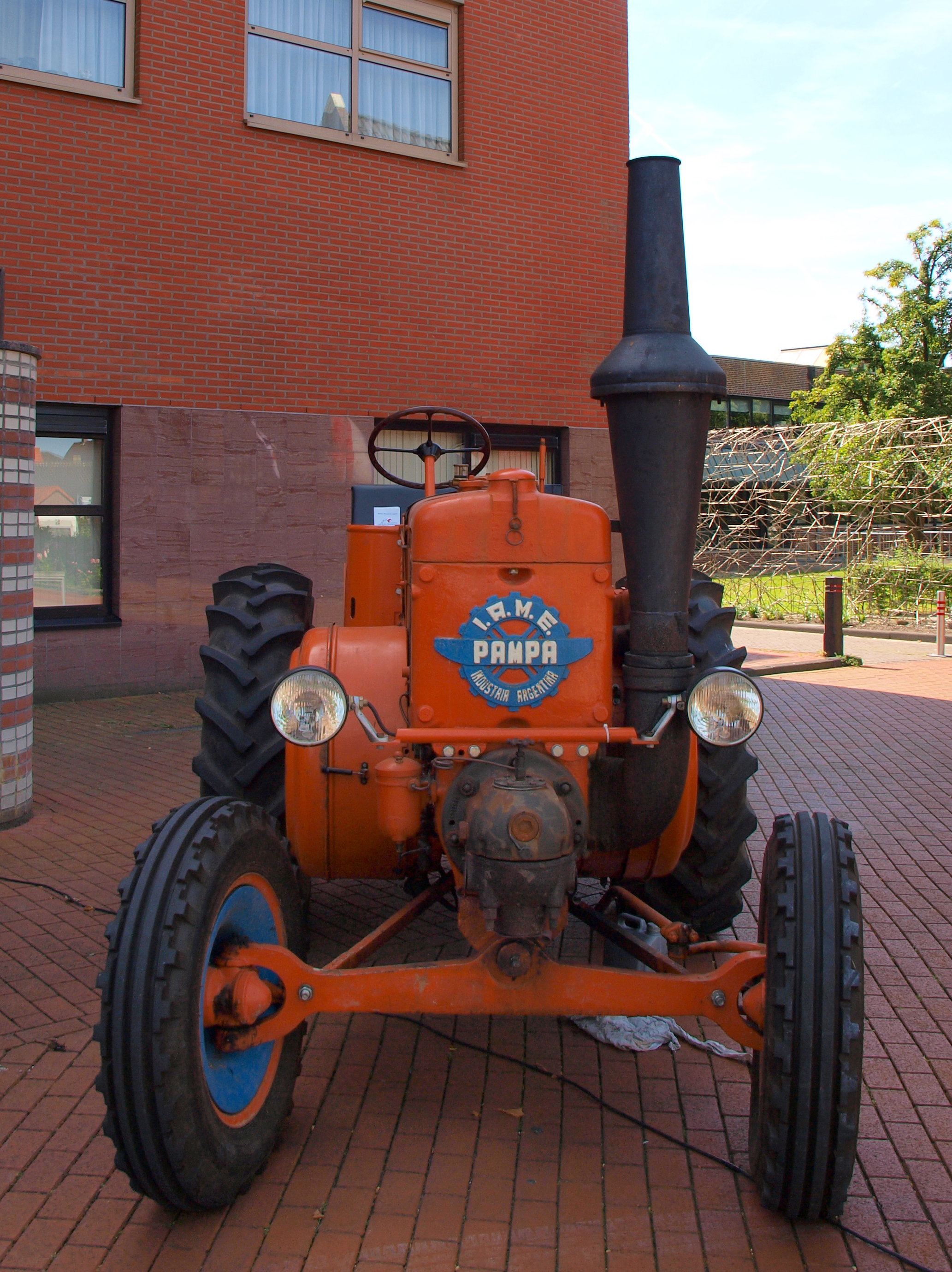
I.A.M.E. - Pampa - Tractor

Pampa is een Argentijns merk van landbouwtractoren.
De eerste Pampa werd gebouwd in 1952, in een vliegtuigfabriek die eigendom was van de Argentijnse staat, namelijk I.A.M.E. (Industrias Aeronáuticas y Mecánicas del Estado). Deze fabriek is in 1955 omgedoopt tot D.I.N.F.I.A. (Dirección Nacional de Fabricaciones e Investigaciones Aeronáuticas).
De Pampa is een kopie van de Duitse Lanz Bulldog. Gezien de hoogdringendheid waarmee de toenmalige Argentijnse president Juan Perón de productie van tractoren wilde starten, is het onduidelijk of de licentie wel in orde was van bij de aanvang. De productie stopte in 1962. Exacte productiecijfers zijn er niet, het geschat aantal Pampa's bedraagt 3500 à 4000 stuks.
Van de Pampa werden 2 types geproduceerd:
- de T 01, gebaseerd op de Lanz Bulldog D 1506, 55 pk sterk en voorzien van de bekende gloeikopmotor
- de T 02, een licht aangepaste versie met een motor van 60 pk.

De tractoren waren voorzien van een hel oranje verflaag.